# Lucas di Grassi
Lucas Tucci di Grassi (São Paulo, 11 augustus 1984) is een Braziliaanse autocoureur. Di Grassi was in 2010 actief in de Formule 1 voor het nieuwe team van Virgin Racing. Tegenwoordig rijdt hij in het Formule E-kampioenschap, een autosportklasse voor enkel elektrische auto's, voor het team Audi Sport ABT. 
Hij slaagde erin de allereerste Formule E-race op 13 september 2014 te winnen, deze werd gehouden op het Beijing Olympic Green Circuit in Peking, China. In het derde seizoen van de klasse behaalde hij het kampioenschap door in de slotrace zijn tegenstander Sébastien Buemi te verslaan.

## Carrière
Via het karten en enkele autosportklassen in Brazilië belandde Di Grassi in Europa. Na de Formule 3 Euroseries was hij sinds 2006 actief in de GP2 Series. Zijn tweede positie in het kampioenschap van 2007 leverde hem een plek op als testcoureur voor het Renault F1 team, evenals een positie in de Renault Driver Development, het opleidingsprogramma van dat team.

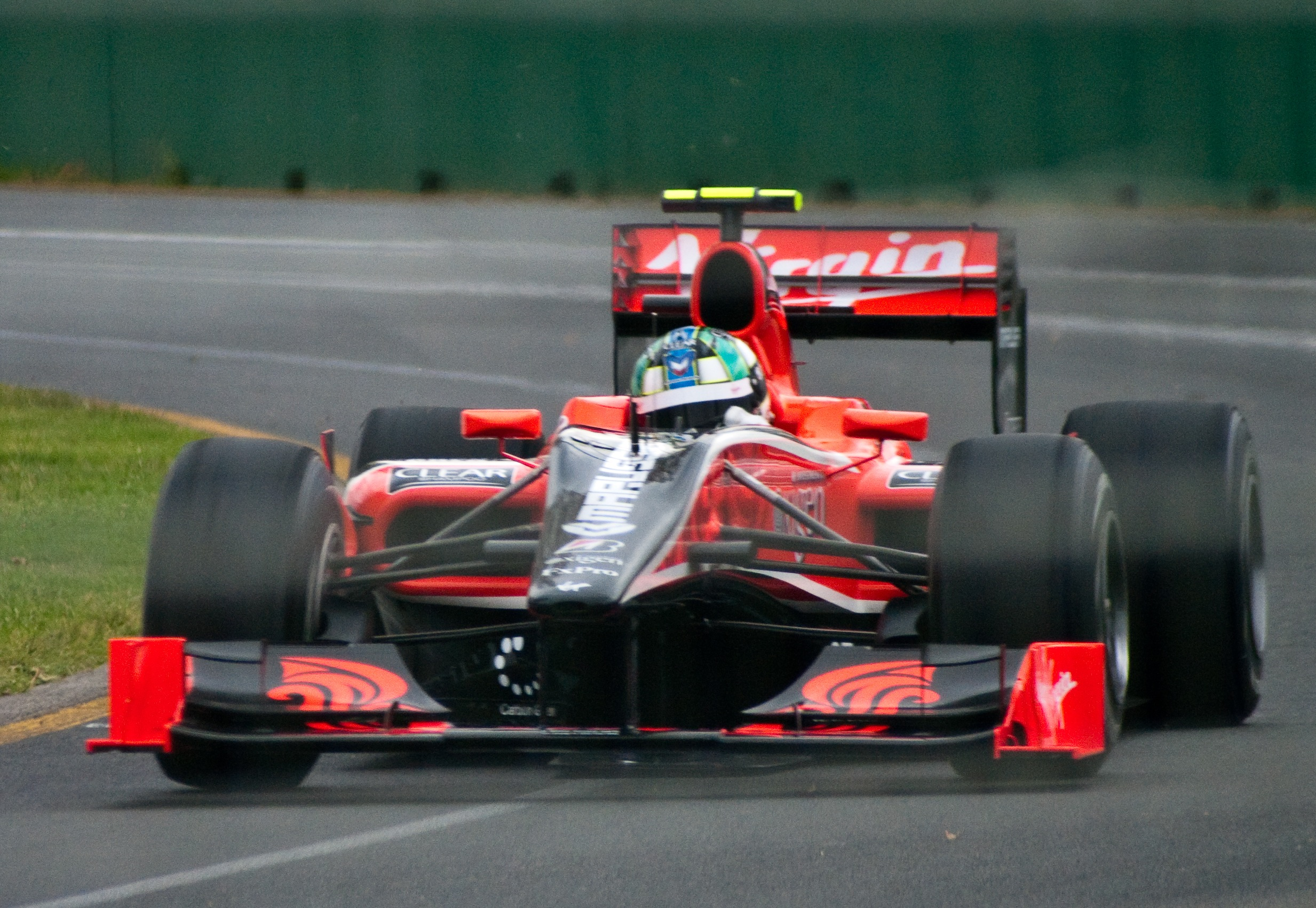
Lucas di Grassi in een Virgin tijdens de GP van Australië 2010.

### Formule 1
In 2010 kwam Di Grassi in de Formule 1 op een vaste plaats terecht bij het nieuwe Virgin Racing team. Na zijn eerdere optreden als reservecoureur bij het Renault F1 team was het zijn eerste seizoen als racecoureur in de koningsklasse van de autosport.
Na 2010 werd zijn contract bij Virgin niet verlengd.

#### Formule 1-resultaten
| Jaar/Jaren | Team          |
| ---------- | ------------- |
| 2010       | Virgin Racing |

| Seizoen | Inschrijving  | Chassis      | Motor                  | 1      | 2      | 3      | 4      | 5      | 6      | 7      | 8      | 9      | 10     | 11     | 12     | 13     | 14     | 15     | 16      | 17     | 18     | 19     | Pos | Punten |
| ------- | ------------- | ------------ | ---------------------- | ------ | ------ | ------ | ------ | ------ | ------ | ------ | ------ | ------ | ------ | ------ | ------ | ------ | ------ | ------ | ------- | ------ | ------ | ------ | --- | ------ |
| 2010    | Virgin Racing | Virgin VR-01 | Cosworth CA2010 2.4 V8 | BHR NF | AUS NF | MAL 14 | CHN NF | ESP 19 | MON NF | TUR 19 | CAN 19 | EUR 17 | GBR NF | GER NF | HUN 18 | BEL 17 | ITA 20 | SIN 15 | JPN DNS | KOR NF | BRA NC | ABU 18 | 24  | 0      |